# Mack Robinson
Mack Robinson (eigentlich: Matthew MacKenzie Robinson; * 18. Juli 1914 in Cairo, Georgia; † 12. März 2000 in Pasadena, Kalifornien) war ein US-amerikanischer Sprinter.
Nach dem frühen Tod seines Vaters zog die Mutter mit Matthew und seinen Geschwistern nach Pasadena. Als er die John Muir Technical High School in Pasadena besuchte, stellten die Ärzte einen Herzfehler bei ihm fest. Trotzdem entwickelte sich Robinson zu einem hervorragenden Leichtathleten. Nachdem er mehrere Junioren-Rekorde aufgestellt hatte, fanden sich einige Geschäftsleute, die ihn unterstützten. Bei den US-Ausscheidungen für die Olympischen Spiele 1936 lag Robinson im 200-Meter-Lauf bis zur Mitte der Zielgeraden in Führung, bevor sich Jesse Owens an ihm vorbei schob. Owens gewann mit US-Rekord von 21,0 Sekunden vor Robinson in 21,3 Sekunden.
In Berlin erreichte Robinson mit 21,4 Sekunden im Vorlauf, 21,2 Sekunden im Zwischenlauf und 21,1 Sekunden im Halbfinale ungeschlagen den olympischen Endlauf. Im Finale verbesserte Jesse Owens den Weltrekord auf 20,7 Sekunden, Robinson gewann in 21,1 Sekunden die Silbermedaille vor dem Niederländer Martinus Osendarp.
1938 gewann Robinson den AAU-Titel über 200 Meter. Bei einer Körpergröße von 1,86 m betrug sein Wettkampfgewicht 77 kg. Robinson schloss 1941 sein Studium an der University of Oregon erfolgreich ab. Robinsons jüngerer Bruder Jackie Robinson war 1947 der erste Afroamerikaner, der in der Major League Baseball antrat.  

## Bestleistungen
- 100 Meter: 10,4 Sekunden (1936)
- 200 Meter: 20,8 Sekunden (1936)
- Weitsprung: 7,76 Meter (1937)